# Telecom Animation Film
Telecom Animation Film Co., Ltd. (株式会社テレコム・アニメーションフィルム) est un studio d'animation japonaise fondé en 1975 ; cette filiale de TMS Entertainment était d'abord destinée à produire des longs métrages et des séries sur des productions étrangères depuis les années 2000. Le studio a produit des anime uniquement pour le Japon, en faisant de la sous-traitance pour d'autres studios.

## Production

### Séries télévisées
- Lupin III (2e série) (épisodes 72, 77, 82, 84, 99, 105, 143, 145, 151, 153, 155)
- Sherlock Holmes (épisodes 3-5, 9-11, 22)
- Inspecteur Gadget (épisode pilote)
- Wuzzles
- Les Aventures des Galaxy Rangers
- Les Bioniques
- S.O.S. Fantômes (série télévisée) (10 épisodes)
- Les Minipouss
- Les Visionnaires
- Collège Galaxie
- La Bande à Picsou
- Peter Pan et les Pirates (13 épisodes)
- Alfred J. Kwak
- Les Enfants du Mondial
- Les Aventures de Sonic (épisodes 45, 48-51)
- Les Tiny Toons (19 épisodes + 1 spécial)
- Animaniacs (Saison 1)
- Minus et Cortex (épisode 8)
- Virtua Fighter
- Batman, la série animée (6 épisodes)
- Superman, l'Ange de Metropolis (16 épisodes)
- Spider-Man, l'homme-araignée (avec les studios coréens)
- Titi et Grosminet mènent l'enquête (Saison 1)
- Cybersix
- Le Secret du sable bleu
- Monster Rancher
- Aikatsu! (Saison 1 - Saison 3)
- Tower of God[2]
- Arrête de me chauffer, Nagatoro[3]
- Blue Box
- Four knights of apocalypse (2023)
- Astro Note[4]

### Films d'animation
- Edgar de la Cambriole : Le secret de Mamo (1978)
- Le Château de Cagliostro (1979)
- Kié la petite peste (1981)
- Cobra, le film (1982)
- Edgar de la Cambriole : Le Complot du clan Fuma (1987)
- Akira (1988)
- Little Nemo (1989)
- Adieu, Nostradamus ! (1995)
- Lupin III : Le Tombeau de Daisuke Jigen (2014)

### Direct to Video/OAV
- Les Vacances des Tiny Toons
- Ozanari Dungeon
- Fievel et le Trésor perdu
- Wakko's Wish
- Batman, la relève : Le Retour du Joker
- Green Lantern : Le Complot (Green Lantern: First Flight)
- La Ligue des justiciers : Échec (Justice League: Doom)
- Superman contre l'Élite

### Jeux vidéo
- The Adventures of Batman and Robin (Mega CD)
- Astal
- Grandia
- Last Bronx
- Dance Dance Revolution - Disney Dancing Museum
- Sonic SuperStars